# Mark Cerny
Mark Cerny (nacido el 24 de agosto de 1964) es un diseñador e importante figura en la industria de los videojuegos en América y que además de trabajar como diseñador de juegos, también se desempeña como programador, productor y ejecutivo de negocios. Actualmente es presidente de Cerny Games, compañía la cual fundó en el año 1998 y ahora actúa como consultor en la industria de los videojuegos. 
En 2004, recibió del Premio a la Trayectoria de la Asociación Internacional de Desarrolladores de Juegos, y en 2010 obtuvo un lugar en el Salón de la Fama de la Academia de Artes y Ciencias Interactivas. En 2013 se anunció que él sería el arquitecto principal de la PlayStation 4 y la PlayStation Vita, y en 2019 se confirmó que es el arquitecto de la PlayStation 5, las tres siendo pertenecientes de la empresa Sony.

## Carrera

### 1985-96: Primeros años
Cerny era aficionado a la programación de computadoras y de videojuegos. Comenzó en la industria de los videojuegos a la edad de 17 años cuando se unió a Atari en 1982. En aquellos días anteriores de desarrollo de juegos profesionales, los equipos eran pequeños y cada miembro era responsable de una gama más amplia de juegos.
El primer gran éxito de Cerny suele citarse como el Marble Madness en el que, a los 18 años, actuó como diseñador y co-programador. Durante años trabajó con Sega en Japón y Estados Unidos, donde trabajó en varios lanzamientos de Master System y Genesis, en especial Sonic the Hedgehog 2. Fue vicepresidente y luego presidente de Universal Interactive Studios.

### 1996-presente: asociación con Sony
Ha trabajado con Naughty Dog (en las series Crash Bandicoot, Jak y Daxter y el primer juego de Uncharted), Insomniac Games (en las series Spyro the Dragon, Ratchet & Clank y Resistance) y Sony. A partir de su experiencia en "lo que se debe y no se debe hacer" en la industria del juego, él ha desarrollado un "método" de enseñanza para el desarrollo de juegos. Su método prefiere una etapa de preproducción de forma libre que explora la viabilidad de un juego antes del desarrollo completo. Por ejemplo, defiende que si el primer nivel producido no entusiasma a los jugadores, la idea del juego debe dejarse de lado antes de que se le dedique demasiado esfuerzo.
La Asociación Internacional de Desarrolladores de Juegos galardonó a Cerny con el Premio a la Trayectoria en la Game Developers Choice Awards (IGDA) en 2004. IGDA declaró: "Es raro encontrar un 'hombre para todo' que no solo tenga la visión de alto nivel para un gran diseño de juego, sino que también puede actuar como el pegamento para unir todas las piezas. Su metodología inusual pero altamente efectiva nos ha traído algunos de los juegos más divertidos de la historia". Fue descrito como "un maestro colaborador". Sus juegos Crash Bandicoot y Spyro el Dragón han vendido colectivamente más de 30 millones de unidades.
En 2010, en los 13 premios anuales Interactive Achievement, la Academia de Artes y Ciencias Interactivas le dieron un lugar a Mark Cerny en el Salón de la Fama. "Mark Cerny es lo más cercano que hemos llegado tener de una versión moderna de Da Vinci", dijo Joseph Olin, el entonces presidente de la AIAS. "Lo que él hace no se limita a un solo aspecto de la creación del juego, él es realmente un hombre del Renacimiento. Él es un logrado y diverso diseñador de juegos, productor, programador y técnico, con fluidez en japonés y uno de los más destacados expertos occidentales sobre el mercado de juego japonés. Él es también uno de los únicos independientes de alto nivel en un negocio dominado por las instituciones".
El 20 de febrero de 2013 en la inauguración mundial de eventos de Sony de la PlayStation 4 en la ciudad de Nueva York Mark Cerny fue revelado como el arquitecto principal de la consola. También se mostró imágenes en juego de su nuevo videojuego llamado Knack que se estaba desarrollando para la consola. El 21 de septiembre de 2013 Cerny se confirmó haber sido el arquitecto principal de la PlayStation Vita. En 2014, organizó una retrospectiva de carrera para el exdiseñador de juegos Sega Yu Suzuki en la Game Developers Conference; También organizó una autopsia de Shenmue con Suzuki, y discutió Shenmue III con él.

## Trabajos destacados
- Major Havoc (1983, arcade) - Programador, Diseñador
- Marble Madness (1984, arcade) - Programador, Diseñador
- Shooting Gallery (1987, Master System) - Programador, Diseñador
- Missile Defense 3-D (1987, Master System) - Programador, Diseñador
- Shanghái (1988, versión para Master System) - Programador
- California Games (1989, versión para Master System) - Programador
- Dick Tracy (1990, Genesis) - Programador, Diseñador
- Camaleón Kid (1991, Genesis) - Programador, Diseñador
- Sonic the Hedgehog 2 (1992, Genesis) - Programador, Apoyo al Desarrollo
- Crash 'n Burn (1993, 3DO) - Programador, Diseñador
- Total Eclipse (1994, 3DO) - Programador, Diseñador
- The Ooze (1995, Genesis) - Programación
- Disruptor (1996, PlayStation) - Productor ejecutivo, Diseñador
- Crash Bandicoot (1996, PlayStation) - Productor Ejecutivo
- Crash Bandicoot 2: Cortex Strikes Back (1997, PlayStation) - Productor, Diseñador
- Spyro the Dragon (1998, PlayStation) - Productor ejecutivo, Diseñador
- Crash Bandicoot 3: Warped (1998, PlayStation) - Productor ejecutivo, Diseñador
- Spyro 2: En busca de los talismanes (1999, PlayStation) - Productor Ejecutivo
- Crash Bash (2000, PlayStation) - Productor, Diseñador
- Tomb Raider Chronicles (2000, PlayStation, DreamCast) - Productor Ejecutivo
- Spyro: El año del dragón (2000, PlayStation) - Diseño Consultor
- Crash Bandicoot: Worlds (2000, PS2) - Programador con Traveller's Tales antes de que Universal Interactive lo removiera del desarrollo.
- Jak and Daxter: The Precursor Legacy (2001, PS2) - Programador
- Ratchet & Clank (2002, PS2) - Diseñador
- Jak II (2003, PS2) - Programador, Diseñador
- Ratchet & Clank: Going Commando (2003, PS2) - Diseñador
- Ratchet & Clank: Up Your Arsenal (2004, PS2) - Diseño Consultor
- Resistance: Fall of Man (2006, PS3) - Diseño Consultor
- Uncharted: El tesoro de Drake (2007, PS3) - Diseño Consultor
- Ratchet & Clank Future: Tools of Destruction (2007, PS3) - Diseño Consultor
- Resistance 2 (2008, PS3) - Diseñador
- God of War III (2010, PS3) - Diseño Consultor
- Killzone 3 (2011, PS3) - Diseño Consultor
- Knack (2013, PS4) - Director
- The Last Guardian (2016, PS4) - Consultor
- Knack 2 (2017, PS4) - Director
- Death Stranding (2019, PS4, 2020, PC) - Productor Técnico